# Verbena engelmannii
Verbena engelmannii är en verbenaväxtart som beskrevs av Harold Norman Moldenke. Verbena engelmannii ingår i släktet verbenor, och familjen verbenaväxter. Inga underarter finns listade i Catalogue of Life.